# ブダペスト会議
ブダペスト会議（ブダペストかいぎ）は、1999年6月26日から7月1日に、ハンガリーの首都ブダペストで、国際連合教育科学文化機関(ユネスコ)と国際科学会議(ICSU)の共催により開催された世界科学会議のこと。

## 会議の背景
今日、世界中では、過去数十年において科学技術が著しく発展してきた。その恩恵として私たち人間の生活は豊かになり、何よりも経済における大きな発展をもたらした。しかしその一方で、環境問題という地球の未来に関わる問題が発生してしまった。これらは例えば地球温暖化であったり、砂漠化の深刻化、大気汚染などである。科学技術が生み出したこれらの負の側面を解決しなくてはならないわけだが、その手段もやはり科学技術ではないだろうか。このような背景から、様々な環境問題を科学技術の適時・適切な利用によって解決し、そのためには科学界や産業界、政府、国民が同じ場に立つことが必要であるという認識からこの会議が開催された。

## 出席者
この会議の出席者は約2,000名。
様々な国際機関の人々（加盟国、研究機関、教育機関、政府間機関）、各国の代表団体・NGO団体（非政府機関）、各国のアカデミー（学界）、マスコミ、一般市民など、たくさんの国から様々な人が集まった。日本からは日本科学技術会議からの代表団と、ユネスコなどの関係組織の役員、また文部事務次官である佐藤禎一を首席代表とする政府代表団13名が参加した。

## 会議の内容
会議のテーマは「21世紀のための科学 新たなコミットメント」である。
この会議は参加者全員での全体会合によるプレゼンテーションと、それぞれの専門による分科会での討論によって構成されており、全体会合によるプレゼンテーションにおいて、1999年から2002年まで国際科学会議会長を務めた日本の吉川弘之が本会議の基調演説を行った。また各国の参加団体の代表による演説の中で、日本の参加団体を代表して文部事務次官である佐藤禎一が“科学における国際協調の重要性と、科学教育の必要性”に関する演説を行った。
分科会においても、各国の参加団体の代表が“科学の成果や欠点”、“新たなコミットメントに向けて”など様々な講演を行い、その中で、松浦晃一郎駐仏大使、東京大学黒田玲子教授及び京都大学位田隆一教授、星元紀、木村捨雄らが講演を行った。

## 会議の成果
この会議の成果としては、宣言とフレームワークのふたつが採択された。
まず宣言としては、1．知識のための科学（進歩のための知識）2．平和のための科学　3．開発のための科学　4．社会における科学と社会のための科学　の4つの柱からこうせいされる「科学と科学的知識の利用に関する世界宣言」が採択された。
次にフレームワークとしては、「科学と科学的知識の利用に関する世界宣言」をより実践的にし、行動へと移すことを目的に「科学のアジェンダー行動のためのフレームワーク」が採択された。

### 「科学と科学的知識の利用に関する世界宣言」
まずこの宣言は前文において、人間はみな同一の惑星のもと暮しており、私たちは自然との相互依存の中にいる。そしてこの地球と自然との関わりを科学のあらゆる分野において維持されなければならないと述べている。今日の科学技術の進歩はめまぐるしく、それは我々人類に対して様々な恩恵をもたらしてきた、がしかしその一方で破壊されたもの・失われたものも多くあるということを忘れてはならない。このようなことから、自然科学が置かれた立場や、自然科学が向かおうとしている方向や、自然科学の社会的影響や、社会の自然科学への期待を考慮し、科学技術を地球の持続可能な開発のために使用することを必要としている。
以上のことから、“政府、市民社会、産業界の科学に対する強力な関わりと、科学者の社会の福利への同じく強力な関わりの必要性”から宣言されたものとされている。
1．知識のための科学（進歩のための知識）
科学活動の本来の機能は、自然と社会の両者を総合的に考え、そこから新しい知識が生まれる。その知識が教育・文化・知的な豊かさをもたらし、人々に恩恵を与える。そのためには基本的で問題指向型の研究推進が必要となる。この目標のために、政府などの公的部門と民間部門とが長期的な目的のために、密接で相互補完的な研究や支援をしなくてはならない。
2．平和のための科学
科学的思考の本質は、あらゆることを批判的に分析し、様々な角度から考察することで諸現象を研明することにある。よって科学は、民主的思考に基づくものである。科学者の世界的な協力は、世界の平和において建設的な貢献をもたらし、核兵器を含む軍縮へも力を貸すだろう。そして紛争などの影響の対処として、科学技術の有効利用を認識し、それらへの投資の拡大が必要となるであろう。
3．開発のための科学
　政府や民間部門は、経済・社会・文化・環境などに配慮した開発のために、不可欠で基礎的である、バランスのとれた科学的・技術的能力の育成のために、強力な支援を行わなければならない。これは特に発展途上国に当てはまることで、環境や人間に配慮した政策のために、有効な科学技術への投資が必要である。そしていかなる差別もない、あらゆる段階、あらゆる方法による科学教育は、広い意味で、民主主義と持続可能な開発の追求にとって、基本的な必須要件である。科学の発展は、科学教育の促進と近代化、そしてあらゆる教育段階における科学教育の調整のために、大学の役割を特に重要なものとしている。すべての国、とりわけ途上国では、国家の優先順位を考慮に入れながら、高等教育および大学院教育における科学研究を強化する必要がある。

　また科学的能力の構築は地域的、国際的協力によって支援されなければならず、このためには主に先進国と途上国間の協力が重要であるとかんがえられている。ほかにも科学の進歩のためには様々な機関からの支援を必要とし、さまざまな科学技術の利用を要する。そして各国においては、国家的な戦略、制度的な枠組み、財政支援システムが確立され、あるいは、長期的で衛生的かつ安全な持続可能な開発における科学の役割が強化される必要がある。

　この際、用いられる知的所有権は、世界的に確実に保護され、それと同時にこの科学的知識は普及されなくてはならない。これら知的所有権と科学的知識の普及は相互支援的であり、この関係を強めるための対策がとられなければならない。そして途上国によるこれらの享受はその土地固有の伝統に基づかなくてはならない。
4．社会における科学と社会のための科学
　科学研究の遂行と、その研究によって得られる知識の利用は、人類の福祉を目的とし、人間の尊厳と諸権利、世界的な環境を尊重し、現代と次世代への責任をするものでなければならない。また科学の実践、科学的知識の利用や応用に関する倫理問題に対処するために、しかるべき枠組みが、各国においてきちんとした法的手段に基づいて、つくられるべきである。このためにすべての科学者は、高度な倫理基準を自らに課すべきであり、政府は科学者のこれらの態度を尊敬しなくてはならない。
　これらを踏まえた科学への平等なアクセスは、社会的・倫理的要請ばかりでなく、世界中の科学者共同体の力を最大限に発揮させ、人類の必要に応じた科学の発展のためにも必要なものである。つまり、女性や社会的弱者にとる科学へのアクセスが何らかによって阻害されてはならないということである。
　またここでは「科学のアジェンダー行動のためのフレームワーク」についての言及もされている。

### 「科学のアジェンダー行動のためのフレームワーク」
これに関する規定は「科学と科学的知識の利用に関する世界宣言」第45条において言及されている。